# Mandag Morgen
Mandag Morgen, även känd som Ugebrevet Mandag Morgen, är en dansk veckotidning om näringsliv och politik som ges ut i Köpenhamn, Danmark.

## Historia och profil
Mandag Morgen grundades 1989. Tidningen ges ut varje vecka av House of Mandag Morgen.
Dess främsta målgrupp är beslutsfattare inom både privat och offentlig sektor. Även om Mandag Morgen huvudsakligen fokuserar på näringsliv och ekonomi, innehåller den även artiklar om reformer inom den offentliga sektorn och politik. Till exempel har tidningen publicerat resultat från olika opinionsundersökningar, däribland om danskarnas förändrade attityder till islam efter 11 september-attackerna.
Sedan 2016 använder Mandag Morgen ett onlinebaserat faktagranskningsverktyg kallat Tjek Det för att säkerställa att nyhetsinnehållet bygger på fakta.
År 1997 hade Mandag Morgen en upplaga på 157 050 exemplar.